# Antoinette de Saxa-Coburg-Saalfeld
Prințesa Antoinette Ernestine Amalie de Saxa-Coburg-Saalfeld (28 august 1779 - 14 martie 1824) a fost prințesă germană a Casei de Wettin. Prin căsătorie, a fost Ducesă de Württemberg. Prin fiul ei, Alexandru de Württemberg, este strămoașa actualei Case de Württemberg.
A fost sora mai mare a regelui Leopold I al Belgiei și mătușa atât a reginei Victoria cât și a soțului ei, Prințul Albert.

## Căsătorie și copii

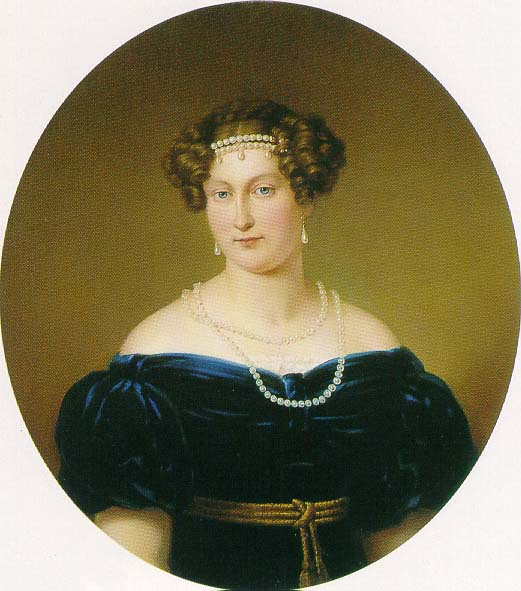
Prințesa Antoinette de Saxa-Coburg-Saalfeld ca Ducesă de Württemberg.

În Coburg la 17 noiembrie 1798, ea s-a căsătorit cu Alexandru de Württemberg. Cuplul s-a stabilit în Rusia, unde Alexandru avea o carieră militară și diplomatică.
Împreună au avut cinci copii:
- Antoinette Maria de Württemberg (1799–1860), care în 1832 s-a căsătorit cu Ernest I, Duce de Saxa-Coburg și Gotha.
- Paul de Württemberg (1800–1801).
- Alexandru de Württemberg (1804-1881), Duce de Württemberg.
- Ernest de Württemberg (1807–1868), Duce de Württemberg, care în 1860 s-a căsătorit cu Nathalie Eschhorn von Grünhof (1829–1905)
- Frederick Wilhelm Ferdinand de Württemberg (1810-1815)